# Панський дуб

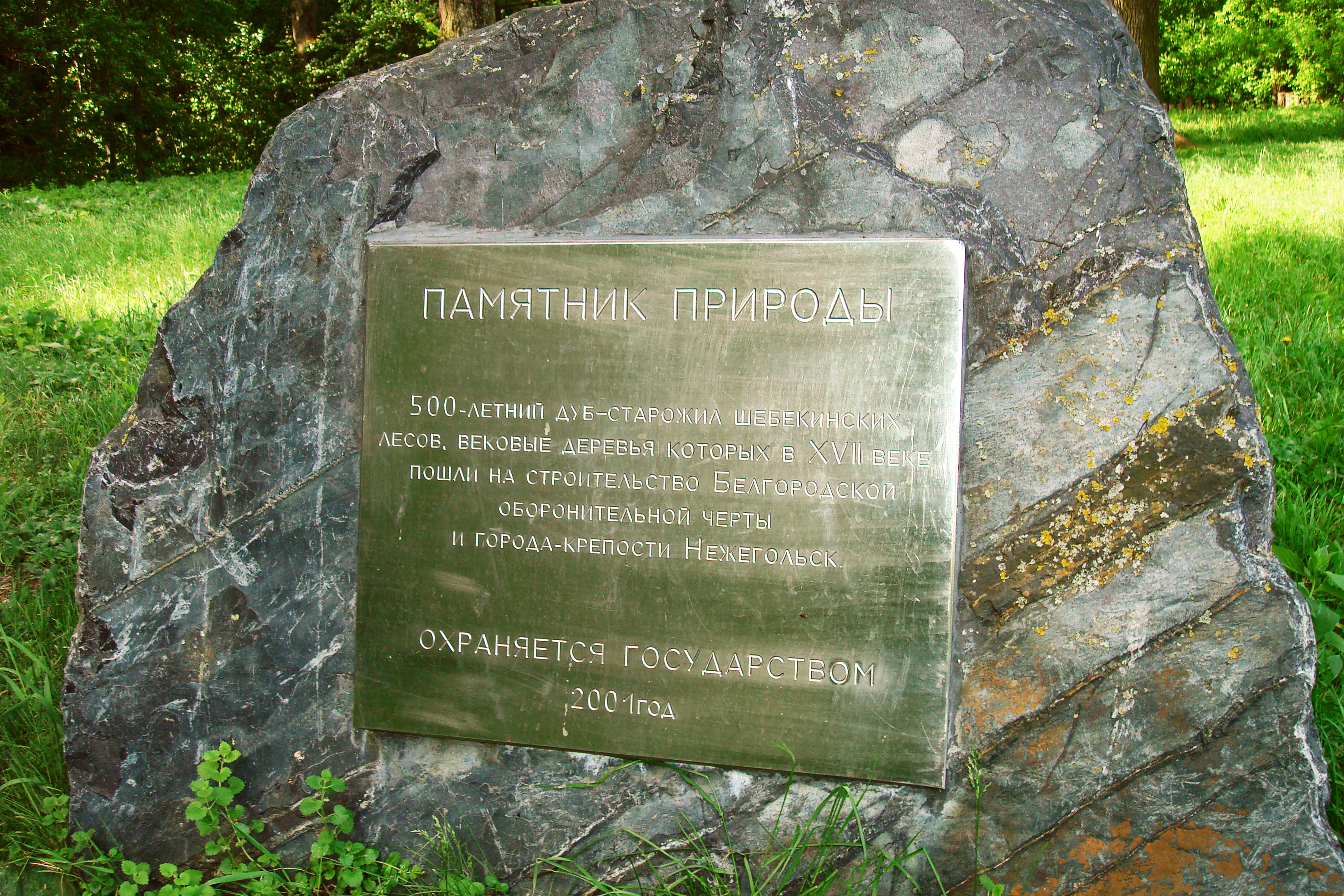
Пам'ятна табличка

Па́нський дуб (Дмітрієвскій дуб) — найстаріше дерево Білгородщини, туристична природна пам'ятка. Ботанічний вид — дуб чере́шчатий. Дерево росте біля західної околиці села Яблочкове Шебекінського району. Висота дуба — 35 метрів, обхват — 5,5 метрів, розмах крони — 25 метрів. У 1968 році вчені-лісівники визначили його вік — 500 років. Зараз, відповідно, вік дерева — близько 550 років. Панський дуб включено до списку пам'яток природи Бєлгородської області, а з 2013 року — до списку всієї Росії.

## Історія
На початку XVII століття природні ліси займали близько 30 % території області. Більшість лісів, переважно дубові, вирубувалися для будівництва Білгородської засічної смуги та міст-фортець, зокрема й для будівництва міста-фортеці Ніжегольськ. На це пішли тисячі найкращих дубів. Втім, цей дуб не було зрубано.
За однією з легенд, у 1709 році російський цар Петро I, повертаючись з Полтавської битви, оглядав водяні млини на річці Короча, зупинявся і відпочивав під тінню могутнього дуба. Дерево мало не загинуло під час Другої світової війни: німці хотіли його спалити, але їхні плани не здійснилися у зв'язку зі стрімким наступом Червоної Армії.
У другій половині ХІХ століття біля легендарного дуба поміщиком Іваном Гангардтом — лідером корочанського дворянства, було закладено фруктовий сад на 123 десятинах. Сад у «500-річного дуба» був визнаний найкращим у Росії та відзначений 6-ма золотими медалями на виставках у Санкт-Петербурзі. У 1869 році паном Гангардтом також було відкрито школу садівництва, де готувалися спеціалісти з цієї галузі. Але після революції в Росії його сади поступово занепали. Будівля школи садівників збереглася [джерело?].

### Сучасний стан
У 2013 році дуб отримав федеральний охоронний статус у рамках всеросійської програми «Дерева — пам'ятники природи», яка здійснюється за підтримки Ради зі збереження природної спадщини нації в Раді Федерації Росії.
Наразі дерево перебуває у хорошому стані: його регулярно оглядають представники Шебекінського лісгоспу та проводять необхідні санітарно-оздоровчі процедури[джерело?].
Поруч із дубом облаштовані альтанки та дитячий майданчик.
«Панський дуб», як називають його місцеві жителі, є однією із визначних пам'яток Шебекінського району. Місце, де знаходиться дерево — територія регіонального значення, що особливо охороняється. Оскільки дерево розташоване між селами Яблочкове та Дмитрівка, дуб іноді називають Дмитрівським, хоч і до села Яблочкове воно, безумовно, ближче.
У 2023 році Панський дуб бере участь у конкурсі «Російське дерево року 2023» .